# Kerry Head Shoal SAC
Kerry Head Shoal SAC este o arie protejată (arie specială de conservare — SAC, sit de importanță comunitară — SCI) din Irlanda întinsă pe o suprafață de 5.794,72 ha, integral marine.

## Localizare
Centrul sitului Kerry Head Shoal SAC este situat la coordonatele 52°26′45″N 10°03′47″W / 52.44593°N 10.062958°V.

## Înființare
Situl Kerry Head Shoal SAC a fost declarat sit de importanță comunitară în ianuarie 2002 pentru a proteja un număr necunoscut de specii din flora spontană și fauna sălbatică aflate în arealul zonei. Situl a fost protejat și ca arie specială de conservare în februarie 2016.

## Biodiversitate
Situată în ecoregiunea atlantică, aria protejată conține 1 habitat natural: Recifuri.
La baza desemnării sitului se află un număr nedeclarat de specii protejate.
Pe lângă speciile protejate, pe teritoriul sitului au mai fost identificate 1 specie de plante, 17 specii de nevertebrate.